# Magnolia sapaensis
Magnolia sapaensis este o specie de plante din genul Magnolia, familia Magnoliaceae. A fost descrisă pentru prima dată de Nian He Xia și Q.N.Vu, și a primit numele actual de la John M. Grimshaw och Macer. Conform Catalogue of Life specia Magnolia sapaensis nu are subspecii cunoscute.